# Каген, Серджиус
Серджиус Каген, Сергей Исаевич Каген (англ. Sergius Kagen; 22 августа 1909, Санкт-Петербург — 1 марта 1964, Нью-Йорк) — американский композитор и музыкальный педагог российского происхождения.

## Биография
Родился в семье газетчика Исая Кагена (1877—?) и учительницы Веры Лившиц (1879—?). Учился в Берлинской Высшей школе музыки у Леонида Крейцера и Павла Юона, затем с 1925 г. в Джульярдской школе у Карла Фридберга, Рубина Голдмарка и Марчеллы Зембрих. В начале 1930-х гг. работал ассистентом в классе Зембрих, затем преподавал сам; среди учеников Кагена были, в частности, дирижёр Дэвид Лейбовиц, певицы Джен Де Гаэтани, Эвелин Лир, Лорна Хейвуд.
Подготовил и опубликовал сборники избранных песен и арий Георга Фридриха Генделя, Франца Шуберта, Роберта Шумана, Иоганнеса Брамса, Эрнеста Шоссона, Клода Дебюсси, Рейнальдо Ана, Хуго Вольфа, а также сборник «40 французских песен от Берлиоза до Дюпарка». Написал популярную книгу «Об обучении пению» (англ. On Studying Singing; 1950, 2-е изд. 1960); дальнейшие переиздания были подготовлены вдовой Кагена, певицей и писательницей Женевьевой Грир Каген (англ. Genevieve Greer Kagen; 1910—2002). Неоднократно переиздавалось также учебное пособие Кагена «Музыка для голоса» (англ. Music for the Voice: A Descriptive List of Concert and Teaching Material).
Композиторское наследие Кагена относится к последнему десятилетию его жизни и включает оперу «Гамлет» (1962; вторая, по пьесе Мольера «Господин де Пурсоньяк», так и не была закончена), более полусотни песен и романсов (в том числе на стихи Джеймса Джойса).
Кроме того, Каген в некоторых случаях выступал как пианист, по большей части аккомпанируя концертирующим вокалистам.